# Joachim Erasmus Moldenit
Joachim Erasmus Moldenit (Glückstadt, 1706/1708 – 1760?) è stato un flautista e compositore danese, noto per l'accesa discussione che ebbe con Johann Joachim Quantz, noto flautista tedesco, sul modo di suonare questo strumento.

## Famiglia
Joachim Moldenit nacque nel 1706 o 1708, ultimo di due fratelli e una sorella. Il maggiore, Georg, nacque nel 1704. Entrambi i fratelli conseguirono titoli di studio in giurisprudenza e in teologia all'Università di Kiel nel gennaio del 1722. Il padre Caspar Konrad era nato a Tønder. La madre, Margereta Catarina, morì presto, quando Georg e Joachim avevano rispettivamente 17 e 13 anni. Pare che la famiglia Moldenit fosse prospera, poiché la sorella Magdalena Amalie sposò un nobile dano-norvegese.

## Opere
Moldenit scrisse due raccolte di pezzi per flauto, le Sei sonate da flauto traverso e basso continuo con un discorso sopra la maniera di sonar il flauto traverso (Amburgo, 1753) e Idea dell'articolare che contiene sei sonate per flauto solo. Le Sei sonate, come indica il titolo, sono precedute da quattro pagine teoriche in cui l'autore esprime le proprie idee sull'articolazione, criticando in maniera polemica, pur senza nominarlo direttamente, Quantz, che l'anno precedente aveva pubblicato il suo Versuch. Quantz rispose poi alla provocazione, prima per mezzo di Friedrich Wilhelm Marpurg e in seguito personalmente, probabilmente per non perdere l'autorità che gli veniva riconosciuta nel flauto.

I pezzi per flauto di Moldenit richiedono un'estensione eccezionalmente ampia che parrebbe impossibile per il flauto barocco: l'estensione di questo strumento inizia infatti dal Re3 e termina al La5, mentre l'estensione di Moldenit inizierebbe dal La1 (nell'Idea dell'articolare) e arriverebbe al Re6 (nelle Sei sonate), ma l'autore non ci ha lasciato purtroppo nessuna spiegazione al riguardo; per quanto l'estensione nell'acuto possa in qualche modo essere raggiunta, resta un mistero come Moldenit riuscisse a ottenere le note sotto il Re3.